# تپه بزرگ شیراوند
تپه بزرگ شیراوند مربوط به عصر مس است و در شهرستان نهاوند، بخش خزل، روستای شیراوند واقع شده و این اثر در تاریخ ۲۴ اسفند ۱۳۸۳ با شمارهٔ ثبت ۱۱۴۳۰ به‌عنوان یکی از آثار ملی ایران به ثبت رسیده است.